# Evolutie (Pokémon)
Evolueren is een term uit de Pokémon-franchise. Bij het evolueren ontwikkelt een Pokémon zich in een grotere en sterkere vorm. Bij het evolueren verandert ook de naam van de Pokémon. 
Het aantal keer dat een Pokémon kan evolueren is afhankelijk van de soort: sommige Pokémon evolueren niet, anderen één keer en weer andere twee keer.
Sommige Pokémon, bijvoorbeeld Pikachu, evolueren alleen met een speciale steen. De Pokémon Eevee kan evolueren naar Vaporeon (watersteen), Jolteon (dondersteen), Flareon (vuursteen), Espeon (vroege ochtend), Umbreon (late avond), Leafeon (mosrots), Glaceon (ijsrots) en Sylveon (Pokémon Amie). Evolutie is dan afhankelijk van de tijd van de dag, de plek en welke evolutiesteen gebruikt wordt. 
Een bijvoorbeeld van een meer gebruikelijke evolutiereeks is die van Turtwig. Deze evolueert met simpelweg ervaring (per niveau)
in Grotle, om daarna op dezelfde wijze in een Torterra te kunnen evolueren.
Andere manieren op pokémon te evolueren zijn: willekeurige keuze van het spel (Wurple naar Cascoon of Silcoon), weersomstandigheden (Sliggoo evolueert als het regent), ruilen (Karrablast en Shelmet evolueren als ze met elkaar geruild worden).
Een andere vorm van evolutie is mega-evolutie, geïntroduceerd in Pokémon X en Y. Een megageëvolueerde vorm is veel krachtiger dan een normaal geëvolueerde vorm, en is te herkennen aan Mega voor de naam.